# Tabarie Henry
Tabarie Henry (né le 1er décembre 1987) à Saint Thomas est un athlète des Îles Vierges américaines spécialiste du 400 mètres. 

## Carrière
Aligné sur 400 mètres lors des Jeux Olympiques d'été de 2008 à Pékin, Tabarie Henry se classe deuxième du premier tour des qualifications, derrière l'Américain Jeremy Wariner, établissant un nouveau record national des Îles Vierges américaines en 45 s 36. Il termine septième des demi-finales après avoir de nouveau amélioré son record personnel en 45 s 19. 
L'année suivante, il descend pour la première fois sous la barrière des 45 secondes sur le tour de piste en signant le temps de 44 s 77, le 23 mai 2009 lors du meeting d'Hutchinson. Il possède le quatrième temps des engagés sur 400 m aux Championnats du monde 2009 de Berlin, et prendra d'ailleurs la quatrième place de la compétition, en réalisant 45 s 42 en finale.
Le 9 juin 2012, à l'occasion du meeting Adidas Grand Prix de New York, sixième étape de la ligue de diamant 2012, il finit cinquième du 400 mètres en 45 s 46, derrière notamment le jeune athlète dominicain Luguelín Santos (45 s 24) et Jeremy Wariner (45 s 30),.
Il est désigné pour être le porte-drapeau olympique des îles Vierges américaines pour les Jeux de Londres.

### Palmarès
| Année | Compétition                         | Lieu     | Résultat | Performance |
| ----- | ----------------------------------- | -------- | -------- | ----------- |
| 2009  | Championnats du monde               | Berlin   | 4e       | 45 s 42     |
| 2010  | Jeux d’Am. centrale et des Caraïbes | Mayagüez | 2e       | 45 s 07     |
| 2011  | Championnats du monde               | Daegu    | 7e       | 45 s 55     |
| 2012  | Championnats du monde en salle      | Istanbul | 4e       | 45 s 96     |

## Records
- 200 m : 20 s 71 (Arkansas City, 08/05/2009)
- 400 m : 44 s 77 (Hutchinson, 23/05/2009)